# خازارمان
خازارمان هي بلدة في مقاطعة جاندار في ولاية بخارى في أوزبكستان.